# Reka Mezhozërnaja
Koordinaten: 70° 49′ S, 68° 6′ O
Reka Mezhozërnaja (englische Transkription von russisch Нунатак Межозёрная Reka Meschosjornaja, deutsch ‚Fluss zwischen Seen‘) ist ein Fluss in den Prince Charles Mountains des ostantarktischen Mac-Robertson-Lands. Am östlichen Ende der Aramis Range fließt er durch die Pagodroma Gorge am Fuß des Nunataks Gora Storozhevaja und verbindet den Radok Lake mit dem Beaver Lake.
Russische Wissenschaftler benannten ihn.